# Albin de la Simone
 (janvier 2025).
 (janvier 2025).
Albin de la Simone, né le 14 décembre 1970, est un auteur-compositeur-interprète, musicien et dessinateur français.

## Parcours
Musicien, Albin de la Simone travaille depuis le milieu des années 1990 en tant que claviériste, bassiste, arrangeur ou réalisateur pour un grand nombre d'artistes : Pomme, Carla Bruni, Miossec, Vanessa Paradis, Keren Ann, Arthur H, Alain Souchon, Raphael, Mathieu Boogaerts, Jean-Louis Aubert, Salif Keita entre autres.[réf. nécessaire]
Lui-même chanteur, auteur et compositeur, il a sorti huit albums depuis 2003.
Dessinateur et auteur, il publie un premier livre, Mes Battements, aux éditions Actes Sud en 2025. Il expose depuis 2018 dans diverses galeries et festivals.
Il est artiste associé au théâtre national de Bretagne et au FRAC Picardie

### Distinctions

#### Nominations
- Victoires de la musique :
  - 2018 dans la catégorie « meilleur album de chansons »
  - 2014 dans la catégorie « révélation scène »

#### Décoration
- 2015 : Chevalier de l'ordre des Arts et des Lettres[1].

## Publications
- Mes battements, dessins et textes, Actes sud 2025, 144 p.
- La Marmite : entretiens (épuisé), La Machine à cailloux, 2007, 48 p.  — Livre d'entretiens sur le thème de la création artistique.

## Parcours artistique

### Débuts
Après des études d'arts plastiques à l'Institut Saint-Luc de Tournai (Belgique) ainsi que d'arrangement et d'orchestration au Centre d’informations musicales (CIM) à Paris, Albin de la Simone commence sa carrière en tant que compositeur et pianiste de jazz. Son père était clarinettiste de jazz « New Orleans », membre de l’orchestre « Les Barbecues ».
En 1995, avec son quintet, il est finaliste du concours national de jazz de la Défense.
Entre 1995 et 2000, il est en tournée en Afrique et dans le monde avec Salif Keïta et Angélique Kidjo et commence à participer aux disques de chanteurs français.
Parallèlement, il rencontre des chanteurs de sa génération (Mathieu Boogaerts, Matthieu Chedid, Arthur H, Nina Morato…) et se découvre une vocation : il écrit ses premières chansons vers la fin des années 1990.

### 2003-2004: premier album
En 2003, il fait ses premiers concerts en tant que chanteur, au Japon, dans le cadre d'une tournée en première partie de Mathieu Boogaerts.
En septembre sort Albin de la Simone, son premier album sur le label Virgin, co-réalisé avec Renaud Letang. Il y chante notamment Elle aime, en duo avec Feist, et Patricia, avec Alain Souchon. Il fait ses premiers concerts (Les étoiles, à Paris, les Francofolies de La Rochelle) et beaucoup de premières parties.
Il compose en partie la BO du film Tiresia de Bertrand Bonello.

### 2005-2007:Je vais changer
Le 3 mai 2005 sort son deuxième album Je vais changer. En plus de ses propres compositions apparaissent Ces mots stupides, en duo avec Jeanne Cherhal, reprise de Somethin' Stupid chanté par Frank Sinatra et dont l'adaptation française avait été interprétée par Sacha Distel et Joanna Shimkus ; l'album comprend également Elle fréquentait la rue Pigalle, chanson rendue célèbre par Édith Piaf. Cet album se conclut sur un solo de piano de 20 minutes.
Sa chanson Non merci ressort dans une nouvelle version réalisée par Matthieu Chedid en novembre 2005 et accompagnée d'un clip vidéo de Laurent Thessier.
Ce même mois, il est nommé au prix Constantin.
Pour Jeanne Cherhal, il réalise l'album L'eau qui sort fin 2006.
Sur Arte, une émission Die Nacht (50 minutes) lui est consacrée. Il chante notamment avec la chanteuse Yael Naim.
En 2007, il publie à La Machine à Cailloux, le livre La Marmite, une réflexion sur les processus de création.
Il partage avec Sarah Murcia les arrangements et la direction musicale des émissions de Paul Ouazan sur Arte.
Il part en tournée aux claviers avec Vanessa Paradis et Matthieu Chedid.

### 2008-2012:Bungalow!
Le 14 avril 2008 sort son troisième album intitulé Bungalow ! sur le label Cinq7/Wagram. Le nom est inspiré par le bungalow sur l'île de Bali dans lequel il s'était isolé pour écrire la majeure partie de cet album.
Il part en tournée accompagné de son groupe et de deux choristes marionnettes, Rose et Barbara Barnes.
Il réalise les arrangements et la direction musicale, toujours avec Sarah Murcia, des quinze chansons des années 1980 de Nighting Eighties, la nouvelle émission de Paul Ouazan diffusée sur Arte.
En 2009, il enregistre une nouvelle version de sa chanson Adrienne, en duo avec Vanessa Paradis. Un clip dans lequel elle le kidnappe en Cadillac tourne sur les chaînes musicales.
L'album Bungalow ! ressort le 2 mars en version double, agrémenté du duo et d'un concert acoustique dont le public forme une chorale. La pochette passe de rouge à bleu. Il tourne avec la version acoustique de Bungalow ! (à l'Alhambra, au Café de la Danse, à La Java, aux Trois Baudets, à Montréal…) accompagné par François Lasserre, Pascal Colomb, Raphaël Chassin et ses choristes Rose et Barbara Barnes.
Il accompagne Iggy Pop pour quelques concerts télé et radio.
En 2010, il monte un concert en duo avec son ami le pianiste Alexandre Tharaud ; ils le jouent à la MC2 de Grenoble, à Alès, à Aurillac puis au festival de musique classique Juventus et au Grand Théâtre de Québec.
Pour Vanessa Paradis, il arrange et dirige une tournée acoustique de théâtres en France et en Amérique, et réalise le CD/DVD live Une nuit à Versailles.
Il s'installe pour une quinzaine de concerts solo non-sonorisés à la Loge à Paris et joue ce spectacle un peu partout, notamment aux Francofolies de Spa, Francofolies de La Rochelle et FrancoFolies de Montréal.
Il réarrange le Carnaval des Animaux de Camille Saint-Saëns pour un spectacle jeune public joué tout le mois de décembre au théâtre des Champs-Élysées.
Il monte avec ses amis J. P. Nataf, Bastien Lallemant, Bertrand Belin, Pascal Parisot et Holden le collectif « Dahu » dont la naissance a lieu en public dans une salle du Cent Quatre en décembre.
Il participe à l'album Songs de l'Ensemble Contraste, en chantant la Chanson de Maxence (Michel Legrand) en duo avec la soprano Karine Deshayes.
En 2011, il s'installe en résidence au Centquatre où travaille à l'écriture de son futur album.
Il participe à de nombreuses siestes acoustiques de Bastien Lallemant avec ses amis du Dahu ainsi que de nombreux artistes, musiciens, et écrivains.
En 2012, il signe sur le label tôt Ou tard.
Il crée Les Films Fantômes, un spectacle musical dans lequel il présente au public des films qui n'existent pas (avec les comédiens Marie Payen et Gilles Kneusé, six musiciens et une exposition) à la MC2 (Grenoble) et à la Filature (Mulhouse).
Il monte la version québécoise des Films Fantômes pour le Festival du nouveau cinéma de Montréal. Y participent six musiciens et les comédiens Marc Labrèche, Andrée Lachapelle, Sophie Cadieux, Laurent Lucas, Monique Giroux, Pierre Lapointe, Ariane Moffatt… L'exposition occupe un étage entier du PHI center.
Il tourne en solo puis en trio avec Anne Millioud-Gouverneur au violon et Maëva Le Berre au violoncelle.
Il réalise l'album Bye bye Manchester de Mélanie Pain.
Il participe au spectacle de Bertrand Bossard Le Jeu des mille euros.
Il donne un concert-performance au musée d'Art moderne de la ville de Paris entre les œuvres de Kees van Dongen, Robert Delaunay et Jean Arp.

### 2013-2016:Un homme
Le 18 février 2013 sort son quatrième album, Un homme. Le disque présente un duo avec la chanteuse islandaise Emilíana Torrini et les participations des musiciens Alexandre Tharaud et J. P. Nataf. La critique le salue unanimement.
Il part en tournée non-sonorisée en trio avec Anne Millioud-Gouverneur au violon et Maëva Le Berre au violoncelle.
Il crée le spectacle L'Amour Ping Pong avec l'écrivaine Brigitte Giraud. Ce spectacle tourne régulièrement depuis dans les lieux et festivals littéraires et musicaux.
Il écrit la chanson Monsieur sur l'album Punkt de Pierre Lapointe.
Il participe à un spectacle hommage à Alain Bashung au Centquatre aux côtés de Kent, Miossec, Brigitte Fontaine, Bertrand Cantat, Yan Péchin et Chloé Mons.
Il présente les Films Fantômes au Centquatre. En plus du spectacle, l'exposition prend de l'ampleur, présentant une cinquantaine de documents, interviews, affiches, bonus auxquels s'ajoutent la participation de Karin Viard et Léa Drucker.
Il réalise et arrange l'album Ici-bas, ici-même de Christophe Miossec qui sort en avril 2014.
En février 2014, il est nommé aux Victoires de la musique dans la catégorie « Révélation scène ».
Son concert non amplifié, en trio avec Maëva le Berre et Anne Gouverneur (violon et violoncelle) tourne jusqu'à la fin 2014, notamment dans les festivals Mythos (Rennes), Les nuits Botaniques (Bruxelles), Printemps de Bourges, Picardie Mouv', Francofolies de Montréal, Francofolies de La rochelle, Fnac Live (Paris), Les Rendez-vous de la Lune (Paris) et dans les théâtres parisiens l'Atelier, le Ciné 13 et les Bouffes du Nord.
Il participe avec Christophe Miossec à une performance de Sophie Calle à Saint-Servais en Bretagne.
Il chante avec Emiliana Torrini Moi moi lors du concert de la chanteuse islandaise au Trabendo à Paris.
Il continue à jouer le spectacle L'amour Ping-Pong avec Brigitte Giraud.
En novembre 2014, il fait une tournée de quinze jours au Québec, accompagné par deux musiciennes québécoises.
En 2015, il présente les Films Fantômes à la Philharmonie de Paris pendant trois soirs.
En juin 2015 il présente Général Darger et les Piranhas, une performance-visite guidée dans l'exposition Henry Darger au musée d'Art moderne de la ville de Paris.
Il compose la musique du documentaire Nos chers paradis de Blandine Grosjean, diffusé sur Arte en novembre 2015.
Au printemps 2016, il réarrange des chansons d'Emilíana Torrini pour elle et l'Orchestre symphonique d'Islande. Deux concerts sont donnés à Reykjavik en mai 2016, diffusés plus tard sur la télévision islandaise.
Il enregistre en duo avec la chanteuse japonaise Kahimi Karie la chanson Cet enfant que je t'avais fait de Jacques Higelin et Brigitte Fontaine pour l'album hommage à Pierre Barouh et son label Saravah ; il participe au concert hommage au Trianon (Paris) ainsi qu'aux siestes Saravah de Bastien Lallemant à Tokyo.
Il incarne le personnage de Sam dans le livre-CD Georgia, tous mes rêves chantent de Timothée de Fombelle et Benjamin Chaud (Gallimard Jeunesse), en compose une chanson, en chante trois, réalise l'album et y joue la basse.
Il incarne le personnage de Zachary dans le livre-CD La guitare dans la vitrine (Actes sud junior), d'Olivier Libaux et Jean-François Martin avec Mélanie Pain.

### 2017:L'un de nous
Le 24 février 2017 sort son cinquième album, L'un de nous sur le label tôt Ou tard. Le disque offre douze chansons évoquant principalement l'amour et le couple. Il compte un duo avec la chanteuse italo-allemande Sabina Sciubba. La pochette est signée par l'artiste Sophie Calle. L'album a été enregistré en deux jours au piano puis orchestré par et avec divers musiciens. Il est très bien accueilli par la critique et Albin de la Simone est invité dans de nombreux médias dont les émissions télévisées de Laurent Ruquier et Thierry Ardisson. Il est particulièrement soutenu par les radios France Inter et Radio Nova. Un premier clip est réalisé par Sébastien Betbeder avec la comédienne Sigrid Bouaziz, pour la chanson Le grand Amour. Un deuxième clip est réalisé par Sébastien Betbeder avec le comédien Micha Lescot, pour la chanson Une femme. Un troisième clip est réalisé par Sébastien Betbeder pour la chanson Dans la tête, réunissant autour d'Albin de la Simone, les comédiens Emmanuelle Devos et Régis Laspalès pour un surprenant trio amoureux.
Il repart pour une grande tournée acoustique d'une centaine de dates avec Anne Gouverneur (violon), Maëva Le Berre (violoncelle) et François Lassere (guitare et percussions), se produisant trois soirs à L'Européen, une semaine au café de la danse à Paris et dans les festivals Printemps de Bourges, Francofolies de la Rochelle, Francofolies de Montréal, Fnac Live, Montreux Jazz Festival etc. Il retourne à Tokyo et Yokohama dans le cadre des Siestes Acoustiques de Bastien Lallemant avec ses amis JP Nataf et Babx. L'album sort en octobre au Japon, Albin y donne un concert au Yamaha Hall, accompagné par des musiciennes japonaises.
Il participe à différents hommages à la chanteuse Barbara : il chante C'est trop tard sur l'album d'Alexandre Tharaud et participe aux concerts collectifs autour du pianiste à la Philharmonie de Paris ainsi qu'au Printemps de Bourges. Il donne un petit concert sur le piano de Barbara au milieu de l'exposition qui lui est consacrée à la Philharmonie de Paris.
Il participe à la tournée française de sensibilisation écologique de Colibris autour de Pierre Rabhi et Cyril Dion avec nombre d'autres chanteurs (Souchon, M, J.Cherhal, Arthur H, Izia…). Il crée avec la comédienne Marie Payen la playlist idéale de Sophie Calle (chansons et extraits de romans) dans l'exposition de l'artiste au musée de la Chasse et de la Nature, dans le cadre du festival Paris en toutes lettres. Il devient artiste associé au théâtre national de Bretagne sous la direction d'Arthur Nauzyciel. Il donne un concert impromptu à l'Ubu (Rennes) avec Keren Ann et Yuksek.
L’un de nous obtient le Coup de Cœur Spécial 2017 décerné par le groupe Chanson de l'Académie Charles-Cros le 14 avril 2017 au théâtre de Pézenas dans le cadre du Printival Boby Lapointe.

### 2018
L'un de nous est nommé aux Victoires de la musique dans la catégorie Meilleur album de chansons face à Brigitte et MC Solaar (qui la remporte).
Il donne deux concerts dans la grande salle de Cité de la musique à Paris, pour lesquels il invite ses amis Pierre Lapointe et Clara Luciani à le rejoindre sur scène. La tournée se termine en septembre 2019 à Tokyo après 105 concerts.
Il voyage en Russie avec l'écrivain Timothée de Fombelle avec lequel il partage la scène.
Artiste associé du théâtre national de Bretagne, il y conçoit et met en scène avec Valérie Mrejen le Carnaval des Animaux, spectacle tous publics sur la musique de Camille Saint-Saëns adaptée pour quatre instruments.
Il se remet au dessin et est invité à exposer ses carnets de tournées aux Francofolies de la Rochelle, puis dans la galerie parisienne de la marque Leon & Harper, puis dans divers festivals et lieux culturels dont la Place des Arts à Montréal.
Il compose la musique du dessin animé La vie de Château écrit et réalisé par Clémence Madeleine-Perdrillat et Nathaniel Hlimi.
Il réalise l’album Pour déjouer l’ennui du chanteur québécois Pierre Lapointe, et en compose trois chansons.

### 2019-2020
Il co-réalise et co-arrange avec Pomme son album Les Failles. Il réalise aussi l'album Pour déjouer l'ennui de Pierre Lapointe.
Il participe au concert de Vincent Delerm en vidéo, il raconte sur grand écran une longue blague. On l'aperçoit également dans le film de ce dernier Je ne sais pas si c'est tout le monde.
Il crée avec le dessinateur Charles Berberian un concert-lecture-dessiné autour de la vie de l’architecte Charlotte Perriand à la Fondation Louis Vuitton, puis à la Maison de la Poésie à Paris.
Il réalise et arrange l'album éponyme de Carla Bruni.
Il dessine les produits dérivés de l’exposition consacrée à Louis de Funès à la Cinémathèque française. Mugs, sacs, étuis à lunettes, boules à neige, flip books et autres magnets.

### 2021:Happy End
Son inspiration pour les chansons étant asséchée par la pandémie et les confinements, il compose un album instrumental qu’il enregistre seul en trois jours au studio Ferber. « Happy End » sort le 24 septembre 2021 sur le label Tôt ou Tard.
Il est membre du jury au Festival d'Angoulême 2021
Il participe à l’album des siestes acoustiques de Bastien Lallemant et ses amis (et le réalise).
Il accompagne en direct un spectacle de Mohamed El Khatib dans le cadre de la Nuit Blanche au vélodrome de Paris.
Pour un album célébrant les 25 ans de son label Tôt ou tard il reprend la chanson « Une bonne nouvelle » de Mathieu Boogaerts et enregistre « Tinasi li », duo avec Yael Naim écrit à quatre mains vingt ans plus tôt.
Il part en tournée en France avec l’ensemble Contraste (alto piano clarinette). Leur spectacle « Les choses de la vie » revisite des classiques de la chanson et des chansons d’Albin.
Il prête sa voix à la saison 9 de En sortant de l’école, courts métrages poétiques en dessin animé.
Artiste résident de la Ville de Saint-Gratien il crée l’exposition de dessin « Les fantômes de Mandoline » revisitant des épisodes de son enfance.
Il crée des concerts dessinés avec les dessinateurs Thomas Baas, Jean Jullien et Aude Picault.
Il crée le spectacle « Les Orages » avec l’écrivain Sylvain Prudhomme au festival Correspondances à Manosque, ils le rejouent plusieurs fois dans l’année, notamment au Printemps de Bourges.
Il dessine Georges Brassens pour le magazine Légende et pour une exposition célébrant Brassens à Montpellier.
Il dessine deux timbres pour la Poste sur le thème des automobiles dans le cinéma, qui paraissent à l’occasion de la fête du timbre.
Les Films Fantômes sont joués au festival Paris l’été (deux représentations) et au théâtre national de Bretagne à Rennes (huit représentations).

### 2022
Il donne un concert à l’Église Saint-Eustache de Paris où se mêlent nouvelles chansons et instrumentaux.
Il participe à une conférence de l’Office national des forêts pour lequel il dessine une forêt sur un paravent de cinq mètres.
Il se joint à La Maison Tellier (groupe) pour un spectacle hommage à Harvest (album de Neil Young) au Centquatre, Printemps de Bourges et en tournée.
Il fait chanter les écrivains Véronique Ovaldé, Arnaud Cathrine, Agnès Desarthe, Léonor de Récondo, et David Prudhomme dans le cadre du festival Oh les beaux jours à Marseille.
Il crée avec Charles Berberian une série de dessins liés à son album Happy End. Ils sont exposés à la Galerie Barbier (Paris).
Il est membre du jury du Champs-Élysées Film Festival.
Les Films Fantômes, le Carnaval des animaux, les Choses de la Vie, Les Orages et les siestes acoustiques continuent de tourner dans toute la France.

### 2023:Les Cent Prochaines Années
En mars 2023, Albin de la Simone sort son septième album, intitulé Les Cent Prochaines Années,,,. L'album a été en partie écrit dans la Haute vallée de Chevreuse. Les chansons sont inspirées par la forêt, le temps et la peinture. L’album est réalisé par Ambroise « Sage » Willaume, il offre un duo avec le chanteur brésilien Rodrigo Amarante. Les trompettes sont jouées par son ami Voyou (chanteur).
Quelques jours avant la sortie de l’album, il donne un premier concert avec son nouveau groupe en direct sur France Inter
Albin de la Simone est l’invité d’honneur du Musée d'Orsay dans le cadre de l’exposition Degas Manet. Il passe beaucoup de temps au musée, où il propose des visites chantées et des concerts.
Il part en tournée accompagné par trois musiciens (Marielle Chatain, Marie Lalonde et Franck M’Boueke). Le concert créé au Musée d'Orsay passe par les festivals (Francofolies, Francos de Montréal, Printemps de Bourges…), le Cirque d'Hiver (Paris), Le Trianon (Paris) et parcourt en 60 concerts la France la Belgique et la Suisse.
Il tourne avec son groupe dans le château de Rambouillet le programme ROOMS diffusé sur Culturebox. 17 chansons dans des configurations instrumentales différentes, dans différents lieux du château.
Il chante à la Cinémathèque française lors d’un hommage à Agnès Varda
Il enregistre la chanson « Oh ! J’cours tout seul » au piano, pour l’album hommage Simplement Sheller qui sort en octobre 2023.

### 2024
Il chante Françoise Hardy dans les festivals Hyper Weekend et printemps de Bourges avec une troupe d'amis chanteurs menés par Sage.
Il crée avec l'écrivain libanais Charif Majdalani le spectacle Café Badaro à la biennale d'Aix en Provence.
Il est membre du jury du championnat du monde de la Frite à Arras.
Il est résident à la Villa Médicis où il termine l'écriture de son livre Mes Battements à paraitre en 2025.
Il fait un concert dessiné avec Lewis Trondheim au festival Lyon BD.
Il enregistre deux chansons en duo avec Coline Rio qui sortent sur l'album de cette dernière (Ma mère et Elle s'endort).
Il compose et produit la musique de l'exposition Danse Macabre de David Prudhomme au Frac Picardie.
La série animée La vie de Chateau de Nathaniel H'limi et Clémence Madeleine-Perdrillat dont il a composé la musique est diffusé sur France Télévision.

### 2025:Toi là-bas / Mes battements
Il publie simultanément l'album Toi là-bas sur le label tot ou tard ainsi que le livre de dessins et textes Mes Battements aux éditions Actes Sud. Les deux constituent un voyage dans son enfance et son adolescence.
Il part en tournée dans toute la France avec un spectacle dans lequel il chante, dessine et se raconte.

## Collaborations

### Participation à des albums
En tant que réalisateur, arrangeur, instrumentiste ou chanteur.
- Ariane Moffatt : Aire de jeux (instr)
- Beyries : du feu dans Les Lilas (instr - voix)
- Carla Bruni : Carla Bruni (réal - arrgt - instr)
- Pomme (chanteuse) : 
  - Les failles (réal - arrgt - instr)
  - Les failles cachées (réal - arrgt - instr)
- Pierre Lapointe :
  - Pour déjouer l’ennui (réal - arrgt - instr)
  - Punkt (instr)
- Miossec : Ici-bas, ici-même (réal - arrgt - instr)
- Vanessa Paradis :
  - Une nuit à Versailles (live acoustique) DVD / CD (réal - arrgt - instr)
  - Best of (réal - arrgt - instr)
  - Divinidylle (instr)
  - Divinidylle tour DVD / CD (instr)
- Hildebrandt : iLeL (instr)
- Bastien Lallemant :
  - Danser les filles (instr)
  - La maison haute (instr)
  - Le verger (réal - instr)
  - Les érotiques (réal - instr)
- Keren Ann :
  - bleue (instr)
  - 101 (instr)
  - Keren Ann (instr)
- Tony Melvil : La relève (instr)
- Sophie Calle : Souris Calle (real - instr)
- BAUM : Ici-bas, les mélodies de Fauré (voix)
- Weekend affair : Du rivage (instr)
- Cats on trees :
  - Neon (arrgt)
  - Cats on trees (arrgt)
- Collectifs multiartistes :
  - Souchon dans l'air (arrgt - voix)
  - L'école des fables (voix)
  - 50 ans de Saravah (real - arrgt - instr - voix)
  - Georgia, tous mes rêves chantent (real - instr - voix)
- Brigitte :
  - Nues (instr)
  - À bouche que veux tu (instr)
  - Encore (instr)
  - Et vous tu m'aimes ? (instr)
- Jean-Louis Aubert :
  - Roc éclair (arrgt - instr)
  - Comme on a dit (instr)
  - Comme on a fait DVD (instr)
  - Comme un accord (instr)
- Raphael :
  - Pacific 231 (instr)
  - Caravane (instr)
  - La réalité (instr)
- Malo' : Be (instr)
- Alexandre Tharaud : Barbara (instr - voix)
- Lo'jo : Fonetik Flowers (instr)
- Alan Corbel : Like a ghost again (instr)
- Gauvain Sers : Pourvu (instr)
- Olivier Libaux : La guitare dans la vitrine (voix)
- Betty Argo : Aftonfried (instr)
- Mark Daumail : Speed of light (instr)
- Dick Annegarn : Vélo va (arrgt)
- Stéphanie Lapointe :
  - Les amours parallèles (instr)
  - Donne-moi quelque chose qui ne finit pas (import Québec) (voix)
- Alex Toucourt : Mémoire d'éléphant rose (instr)
- Shaka Ponk : White Pixel Ape (arrgt)
- Krystle Warren & the Faculty : Love songs EP (instr)
- Mélanie Pain :
  - Bye bye Manchester (réal - arrgt)
- Emmanuelle Advenier-Chedid, Julie Depardieu : Le garçon transparent (real - arrgt - instr)
- Alan Corbel : Dead men chronicles  (instr)
- Guillaume Grand : L'amour est laid (instr)
- JP Nataf :
  - Plus de sucre (instr)
  - Clair (instr)
  - Le grand dîner (réal - arrgt - instr)
  - On dirait Nino (compilation hommage à Nino Ferrer) (instr)
  - Je me suis fait tout petit, BO du film de Cécilia Rouaud (instr)
- Vincent Delerm :
  - Léonard a une sensibilité de gauche (instr - voix)
  - Quinze chansons (instr)
  - Les piqûres d'araignée (voix)
  - Favourite songs (voix)
- Arthur H :
  - L'homme du monde (instr)
  - Négresse blanche (instr)
  - Showtime DVD / CD (instr)
- Jeanne Cherhal :
  - L'eau (réal)
  - Ma vie en l'air (BOF) (réal - instr)
- Mathieu Boogaerts :
  - Mathieu Boogaerts (instr)
  - Michel (instr)
  - 2002 en concert solo DVD (instr)
  - 2000 (instr - arrgt)
- Juliette Katz : Tout va de travers (arrgt)
- Carmen Maria Vega : Du chaos naissent les étoiles (instr)
- Marine Déposée : Fleur à la Boutonnière (instr)
- Jérôme Minière : Le vrai le faux (instr)
- Boris Vian : On n'est pas là pour se faire engueuler ! (album multi-artistes hommage) (instr)
- Chat : Folie Douce (instr)
- The Rabeats : Live at the Bataclan (instr)
- Spleen : Comme un enfant (instr)
- Marianne Feder : Toi mon Indien (instr)
- Maxime le Forestier : Restons amants (instr)
- Le tone : En inde (instr)
- Roots 67 : DVD de l'émission d'Arte (arrgt)
- Sandrine Kiberlain : Coupés net et bien carré (instr)
- Lilicub : Papa a fait mai 68 (instr)
- The Wantones : I Want You (instr)
- Ben Ricour : Ton image (instr)
- SH747 : Straight ahead (instr)
- Pierre Guimard : De l'autre côté (instr)
- Thierry Stremler :  Je suis votre homme (instr)
- Adrienne Pauly : Adrienne Pauly (instr)
- Delaney Blue : Stranger in your heart  (instr)
- Le Soldat Rose (instr - voix)
- Mareva : Ukuyéyé (instr)
- Pascal Parisot : Clap! Clap! (instr)
- Da Silva : Décembre en été (instr)
- Monsieur Clément : Monsieur Clément (instr)
- David Moreau : Une vie à t'attendre (BOF) (instr)
- Ignatus :
  - Cœur De Bœuf Dans Un Corps De Nouille (instr)
  - Le physique (instr)
  - L'air est différent (instr)
- Myrtille : Murmures (instr)
- Pierre Souchon : Pareil jamais (instr)
- Alain Chamfort : Le Plaisir (instr)
- DJ Shalom : DJ Shalom (instr)
- Franck Monnet : Au grand jour (instr)
- Salvatore Adamo : Zanzibar (instr - arrgt)
- Thierry Stremler : Merci pour l'enquête (instr)
- Alain Souchon :
  - Collection (instr - arrgt)
  - J'veux du live DVD / CD (instr)
- Angélique Kidjo : Black ivory soul (instr - arrgt)
- Susheela Raman : Single (instr - arrgt)
- Ginger Ale : Laid Back Galerie (instr)
- Manu Lanvin : Venir au monde (instr - arrgt)
- Pure Sins : Pure Sins (instr)
- China Moses : China (instr)
- Big Band des Collèges & Lycées : Opale

### Musicien accompagnateur en concert
- Vanessa Paradis : 2007-2008 avec -M-, 2009-2010 Tournée Acoustique
- Iggy Pop (2009)
- Keren Ann (2007)
- Arthur H (2006)
- Jean-Louis Murat (2004)
- Alain Souchon (2002)
- Régis Ceccarelli (2001)
- Jean-Louis Aubert (2001)
- Salif Keita (1999-2000)
- Nina Morato (1999)
- The Pure Sins (1999-2003)
- Nicolas Peyrac (1998)
- Arielle (1998)
- Angélique Kidjo (1997)
- Clara Finster (1994-1998)

### Interprète
- Multiartistes : Mon p'tit loup
- Pascal Parisot : Pompon
- Weepers Circus : Pompon
- Coline Rio : Ce qui nous lie
- Multiartistes : Simplement Sheller
- Sophie Calle : Souris Calle
- BAUM : Ici-bas, les mélodies de Fauré
- Multiartistes : Souchon dans l'air
- Alexandre Tharaud : Barbara (17)
- Pascal Parisot : Tous des chats
- Multiartistes : L'école des fables (17)
- Multiartistes : 50 ans de Saravah (16)
- Multiartistes : Georgia, tous mes rêves chantent (16)
- Olivier Libaux : La guitare dans la vitrine (16)
- Quelle idée : 45 tours en trio avec Françoiz Breut et Bastien Lallemant (14)
- La chanson de Maxence en duo avec Karine Deshayes sur l'album Songs de l'Ensemble Contraste
- Le Soldat Rose CD-DVD (2006), conte musical de Louis Chedid et Pierre-Dominique Burgaud : Comme les pièces d'un Puzzle (06)